# 덴절 워싱턴
덴젤 헤이스 워싱턴 주니어(Denzel Hayes Washington, Jr., 1954년 12월 28일~)는 미국의 배우, 프로듀서, 영화 감독이다. 2번의 아카데미 상, 실버 베어 상, 3번의 골든 글로브 상, 1번의 세실 드밀 공로상, AFI 공로상, 미국 대통령 자유 훈장 등을 수상했다.

## 생애
덴절 위싱턴은 1954년 12월 28일 뉴욕주 마운트버넌에서 태어났다. 덴젤의 어머니 '리니스 린 워싱턴'은 조지아주에서 미용사로 일했으며, 아버지 '덴절 헤이스 워싱턴'은 오순절교회의 목사였다. 패밍턴 그림스 초등학교를 졸업하고, 사립학교인 뉴욕주에 있는 오클랜드 군인학교에 다녔다가 플로리다주에 있는 메인랜드 고등학교를 다녔다. 텍사스 테그 대학을 지원했음에도 불구하고, 1974년 영화 《데스 위시》 데뷔하였고, 1977년 포덤 대학교 저널리즘과, 드라마과를 다녔고, 샌프란시스코로 갔다. 뉴욕으로 돌아와 무대연기 경력을 시작하였고, 셰익스피어 연극과 현대적 연극을 하였다.
포드햄 대학에서 야구선수로 뛰었지만, 실적이 좋지 않았다. 대학생 시절 YMCA에서 연기를 공부했고, 많은 연극에 출연하면서 연기력을 조금씩 인정받았다. 졸업 후에는 보다 전문적인 연기수업을 받기위해 샌프란시스코에 있는 미국 예술 극단(ACT)에 입학했다.

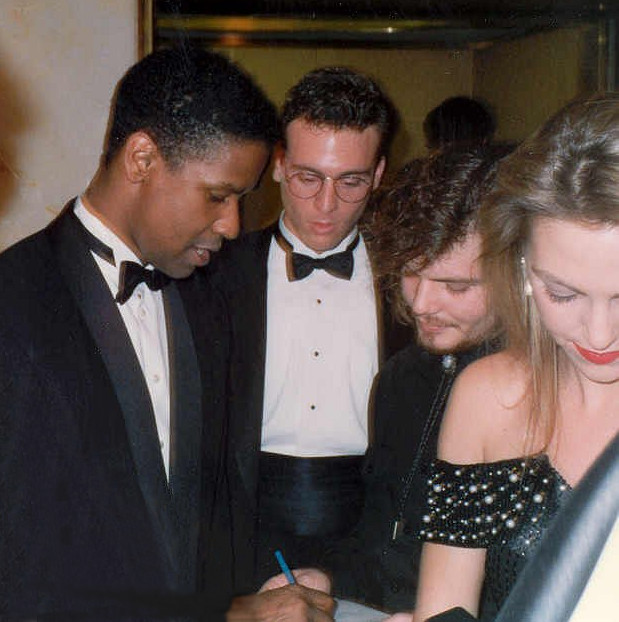
1990년 아카데미 시상식에서의 덴절 워싱턴

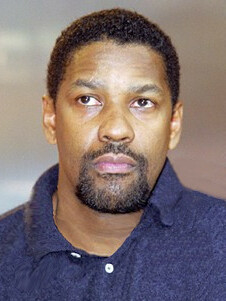
2000년의 덴절 워싱턴

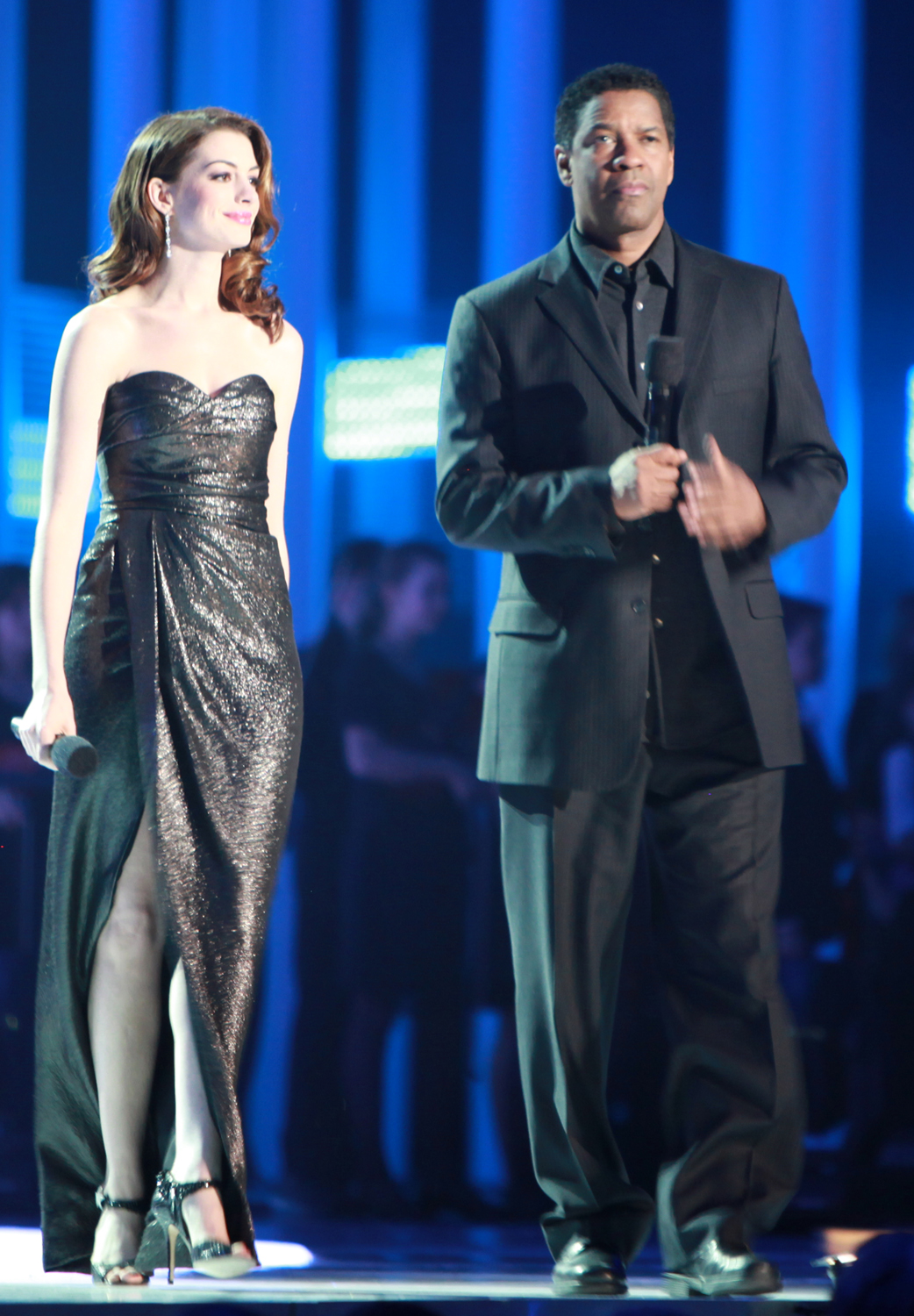
2010년 노벨 평화상 시상식에서덴젤 워싱턴과 앤 해서웨이.

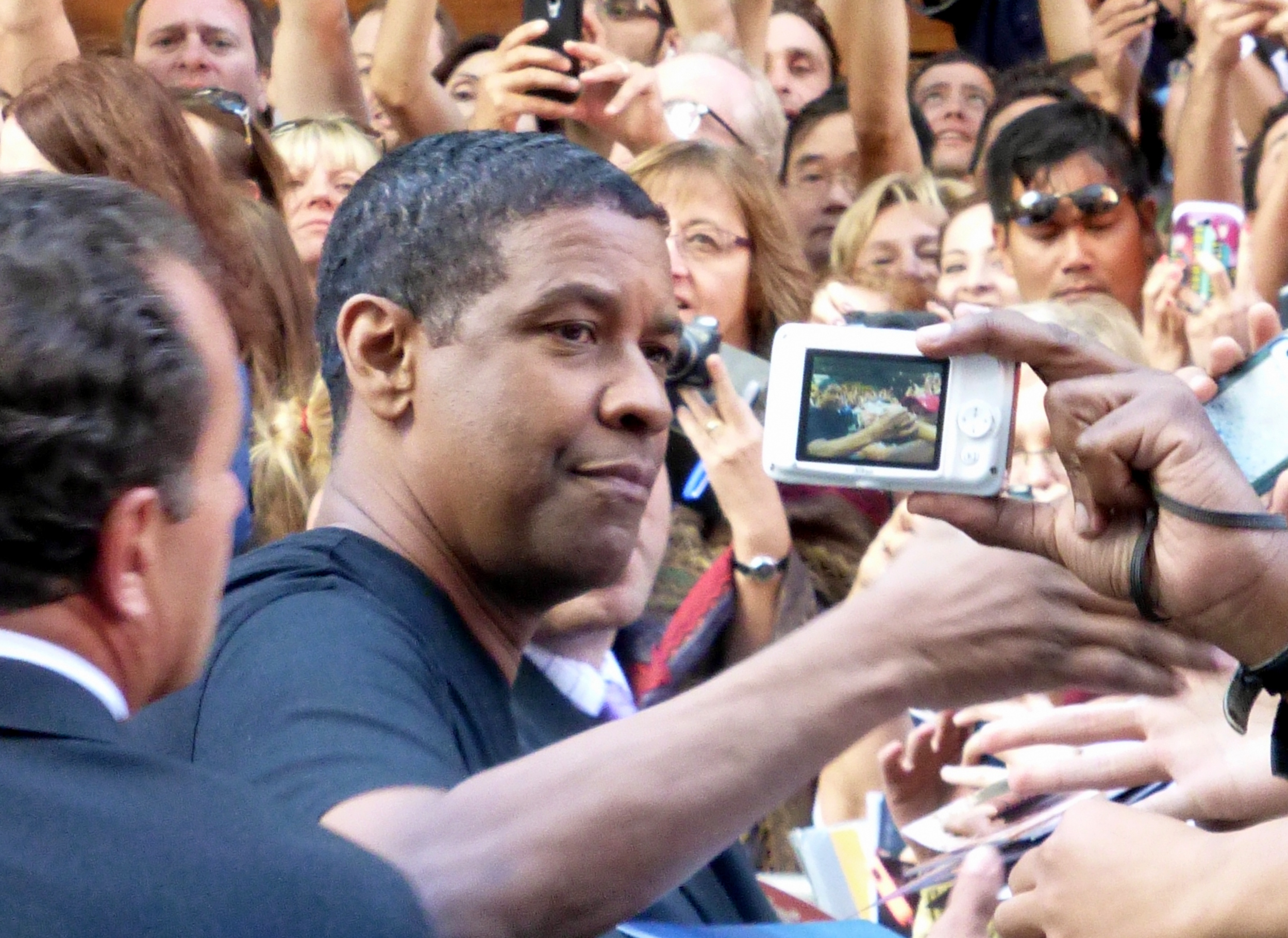
2014년 영화 더 이퀄라이저 개봉했을 때의 덴절 워싱턴

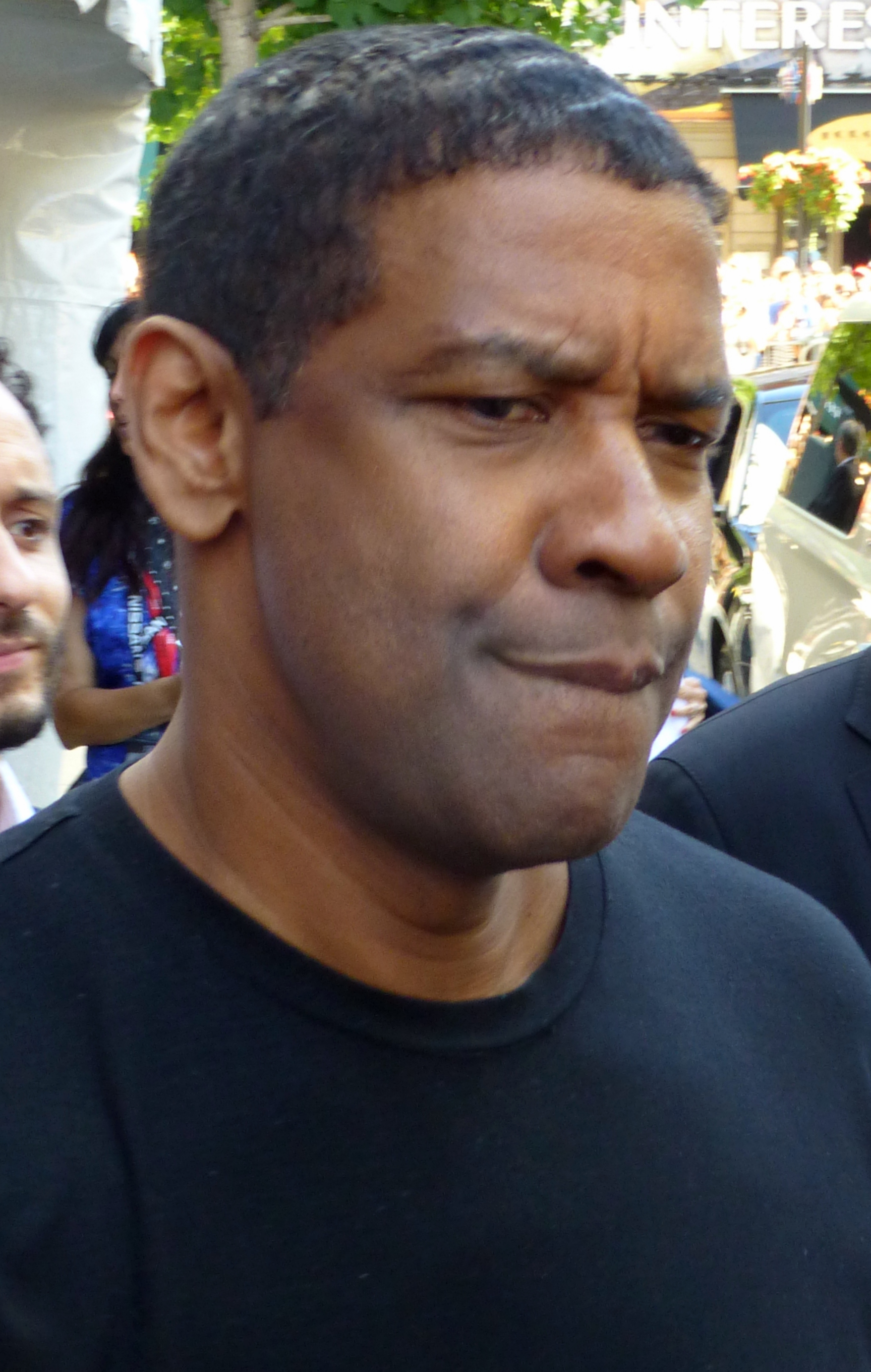
2014년 토론토국제영화제에서의 덴절 워싱턴

## 수상 경력
- 1986년 NAACP 이미지어워드 영화부문 남우조연상
- 1988년 NAACP 이미지어워드 영화부문 남우주연상
- 1989년 코냑페스티벌 듀 필름 폴리시어 어워즈 남우주연상
- 1989년 NAACP 이미지어워드 영화부문 남우조연상
- 1989년 캔자스시티비평가협회상 남우조연상
- 1990년 제47회 골든글로브시상식 남우조연상
- 1990년 제62회 아카데미시상식 남우조연상
- 1992년 제5회 시카고비평가협회상 남우주연상
- 1992년 제57회 뉴욕비평가협회상 남우주연상
- 1992년 남동부비평가협회상 남우주연상
- 1992년 제13회 보스턴비평가협회상 남우주연상
- 1992년 댈러스-포트워스비평가협회상 남우주연상
- 1992년 캔자스시티비평가협회상 남우주연상
- 1993년 제43회 베를린국제영화제 은곰부문 남자연기자상
- 1993년 제2회 MTV영화제 최고의 남자배우상
- 1993년 NAACP 이미지어워드 영화부문 남우주연상
- 1993년 선댄스영화제 트리뷰트 투 인디펜던트 비전상
- 1994년 에센스어워즈 바네사 윌리엄스상
- 1994년 NAACP 이미지어워드 영화부문 남우주연상
- 1995년 골든애플어워즈 올해의 남성상
- 1996년 NAACP 이미지어워드 영화부문 남우주연상
- 1997년 남동부비평가협회상 남우주연상
- 1997년 NAACP 이미지어워드 영화부문 남우주연상
- 1997년 NAACP 이미지어워드 올해의 엔터테이너상
- 1997년 론 스타 필름 & 텔레비전 어워즈 남우주연상
- 1997년 쇼웨스트컨벤션어워즈 올해의 남자배우상
- 2000년 NAACP 이미지어워드 영화부문 남우주연상
- 2000년 제57회 골든글로브시상식 드라마부문 남우주연상
- 2000년 제50회 베를린국제영화제 은곰부문 남자연기자상
- 2000년 블랙릴어워드 영화부문 남우주연상
- 2000년 우먼 인 필름 크리스탈 어워즈 인도주의자상
- 2001년 NAACP 이미지어워드 영화부문 남우주연상
- 2001년 BET 어워즈 남우주연상
- 2001년 제27회 LA비평가협회상 남우주연상
- 2001년 제22회 보스턴비평가협회상 남우주연상
- 2001년 블랙릴어워드 영화부문 남우주연상
- 2001년 캔자스시티비평가협회상 남우주연상
- 2002년 제74회 아카데미시상식 남우주연상
- 2002년 제11회 MTV영화제 최고의 악당상
- 2002년 AFI어워즈 영화부문 올해의배우상
- 2002년 에마어워즈 영화부문 남자배우상
- 2002년 아메리칸 시네마더큐어 갈라 트리뷰트상
- 2002년 NAACP 이미지어워드 영화부문 남우주연상
- 2002년 제1회 워싱턴비평가협회상 감독상
- 2003년 블랙릴어워드 감독상
- 2003년 NAACP 이미지어워드 영화부문 남우조연상
- 2003년 NAACP 이미지어워드 영화부문 남우주연상
- 2003년 제8회 크리틱스초이스어워즈 프리덤상
- 2003년 미국프로듀서조합상 스탠리 크레이머상
- 2004년 BET 어워즈 남우주연상
- 2007년 BAFTA 로스엔젤라스 브리타니아 어워즈 영화부문 우수배우상
- 2008년 NAACP 이미지어워드 영화부문 남우주연상
- 2008년 BET 어워즈 남우주연상
- 2010년 제64회 토니상 연극부문 남우주연상
- 2011년 NAACP 이미지어워드 영화부문 남우주연상
- 2012년 제47회 골든카메라시상식 최우수해외남자배우상
- 2013년 아프리칸-아메리칸비평가협회상 남우주연상
- 2013년 AARP 어워즈 남우주연상
- 2013년 NAACP 이미지어워드 영화부문 남우주연상
- 2013년 블랙릴어워드 영화부문 남우주연상
- 2014년 제62회 산세바스찬국제영화제 평생공로상
- 2016년 제73회 골든글로브시상식 평생공로상
- 2016년 샌프란시스코비평가협회상 남우주연상
- 2016년 센트럴오하이오비평가협회상 남우주연상
- 2016년 블랙영화비평가협회상 남우주연상
- 2017년 제32회 산타바바라국제영화제 말틴 모던마스터상
- 2017년 아프리칸-아메리칸비평가협회상 남우주연상
- 2017년 AARP 어워즈 남우주연상
- 2017년 제23회 미국배우조합상 영화부문 남우주연상
- 2017년 NAACP 이미지어워드 영화부문 남우주연상
- 2017년 블랙릴어워드 영화부문 남우주연상
- 2017년 아메리칸 소셔티 오브 시네마토그레퍼스 어워즈 장관상
- 2017년 아메리카 퍼블릭시스트스 길드어워즈 쇼맨쉽상
- 2017년 주피터어워즈 외국남자배우상
- 2019년 제47회 미국영화연구소 평생공로상
- 2020년 뉴욕타임즈(NYT) 21세기 최고의 배우 25인(1위)
- 2022년 토론토비평가협회상 남우주연상
- 2022년 미국 대통령 자유훈장
- 2025년 NAACP 이미지어워드 영화부문 남우조연상
- 2025년 제78회 칸영화제 명예황금종려상

## 출연 영화
- 천국부터 지옥까지 (2025)
- 글래디에이터 2(2024) - 마크리누스 역
- 더 이퀄라이저 3(2023)
- 맥베스의 비극(2021)
- 리틀 띵스(2021)
- 더 이퀄라이저 2(2018)
- 로만 J 이즈레일, 에스콰이어(2017)
- 펜스(2016)
- 매그니피센트 7(2016)
- 더 이퀄라이저(2014)
- 투건스(2013)
- 플라이트(2012)
- 세이프 하우스(2011)
- 언스토퍼블(2010)
- 일라이(2010)
- 서브웨이 하이재킹: 펠햄 123(2009)
- 그레이트 디베이터스(2009)
- 아메리칸 갱스터(2007)
- 데자뷰(2006)
- 인사이드 맨(2006) - 키스 프레이저 역
- 맨추리안 캔디데이트(2004)
- 맨 온 파이어(2004)
- 존 큐(2002)
- 트레이닝 데이(2001)
- 리멤버 타이탄(2000)
- 허리케인 카터(1999)
- 본 콜렉터(1999)
- 히 갓 게임(1998)
- 비상계엄(1998)
- 프리쳐스 와이프(1996)
- 커리지 언더 파이어(1996)
- 블루 데블(1995)
- 덴젤 워싱턴의 킬링 머신(1995)
- 크림슨 타이드(1995)
- 헛소동(1993)
- 펠리칸 블리프(1993)
- 필라델피아(1993)
- 말콤X(1992)
- 모 베터 블루스(1990)
- 영광의 깃발(1989)
- 다크 엔젤(1988)
- 자유의 절규(1987)
- 리처드 기어의 파워(1986)
- 솔저 스토리(1984)
- 카본 카피(1981)
- 소중한 승리(1977)
- 데스 위시(1974)